# لمجد الشهودی
لمجد الشهودی (فرانسوی: Lamjed Chehoudi‎؛ زادهٔ ۸ مهٔ ۱۹۸۶) بازیکن فوتبال اهل تونس است.

## باشگاهی
از باشگاه‌هایی که در آن بازی کرده‌است می‌توان به باشگاه فوتبال المعب تونس، باشگاه فرهنگی ورزشی دبی، باشگاه فوتبال ستاره ساحلی، باشگاه فوتبال بنزرتی، باشگاه ورزشی السیلیه، باشگاه فوتبال لوکوموتیو صوفیه، باشگاه فوتبال اسپرانس تونس، باشگاه فوتبال النجمه بحرین، باشگاه ورزشی المحرق و باشگاه فوتبال الازیغ‌اسپور  اشاره کرد.

## تیم ملی
وی همچنین در تیم ملی فوتبال تونس بازی کرده است.